# Луї Еннепен
Луї Еннепен, в хрещенні Антуан, (фр. Louis Hennepin, англійська вимова: Ганнепін, 12 травня 1626, Ат, Іспанські Нідерланди — 1705, Рим) — католицький священник і францисканський місіонер, дослідник нетрів Північної Америки.
Луї Еннепен народився в місті Ат в Іспанських Нідерландах (нині місто належить провінції Ено в Бельгії). У 1659 році місто Бетюн, в якому він жив, було захоплене армією Людовика XIV.
На прохання Людовика XIV у травні 1675 року було послано чотирьох місіонерів у Нову Францію, у тому числі Еннепена, для супроводу мандрівника Рене де ла Саля. Під час подорожей Еннепен уперше описав Ніагарський водоспад, відкривши його світу.
У вересні 1680 року, Завдяки Даніелю Грейсолону, Сієру дю Лхуту, Еннепен та іншим отримали каное і дозволили виїхати, врешті-решт повернувшись до Квебеку. Геннепін повернувся до Франції і ніколи не був дозволений його наказом повернутися до Північної Америки. Місцеві історики зараховують францисканського брата-рекольта як перший європейський, який вийшов на берег на місці сучасного Ганнібала, штат Міссурі.
Еннепен ніколи не повертався до Північної Америки й помер у Римі.